# Condecoraciones de Ecuador
La República del Ecuador, en el afán de reconocer los logros de sus propios ciudadanos y también de los extranjeros en favor, beneficio para y por la patria, emite una serie de condecoraciones de órdenes civil y militar. Estas son entregadas a discreción del gobierno de turno, encabezado por el presidente de la República, y por sugerencia del Gabinete de Ministros o los altos mandos de las Fuerzas Armadas y la Policía Nacional.
La más alta condecoración que recibe un ecuatoriano es la Banda Presidencial, reservada exclusivamente para el Presidente. Aunque en el escalafón de medallas, es la Orden de San Lorenzo la que ocupa ese lugar, creada el 17 de agosto de 1809 por Juan Pío Montúfar, presidente de la Primera Junta de Gobierno Autónoma de Quito, que es a su vez la condecoración nacional más antigua de las actuales repúblicas latinoamericanas. A continuación una lista, en orden descendente, de las mismas:
| Condecoración                                       | Fecha de instauración | Tipo de orden   | Otorgada por                                                                               |
| --------------------------------------------------- | --------------------- | --------------- | ------------------------------------------------------------------------------------------ |
| Banda Presidencial de Ecuador                       | 1830                  | civil           | exclusiva del Presidente de la República                                                   |
| Orden Nacional de San Lorenzo                       | 17 de agosto de 1809  | civil           | demostración fehaciente de méritos extraordinarios                                         |
| Orden Nacional al Mérito                            | 8 de octubre de 1821  | civil           | servicios extraordinarios para la nación en los campos civil y militar                     |
| Orden de Abdón Calderón                             | 1904                  | militar         | logros extraordinarios en la protección de la patria                                       |
| Orden Nacional Honorato Vásquez                     | 25 de abril de 1985   | civil           | logros extraordinarios en los campos político y diplomático de representación de la patria |
| Orden de Atahualpa                                  | -                     | militar         | logros extraordinarios, nacionales y extranjeros, por la protección de la patria           |
| Orden al Mérito Agrícola                            | -                     | civil           | logros sobresalientes en el campo agrícola y ganadero                                      |
| Orden al Mérito Aeronáutico "Cóndor de los Andes"   | -                     | militar         | logros sobresalientes en el campo aeronáutico de la protección de la patria                |
| Orden de Eloy Alfaro                                | -                     | civil y militar | logros sobresalientes en los campos civil o militar de la protección de la patria          |
| Cruz al Mérito Militar                              | -                     | militar         | logros sobresalientes en la protección de la patria en tierra                              |
| Medalla al Mérito de la Fuerza Aérea                | -                     | militar         | logros sobresalientes en la protección de la patria en aire                                |
| Medalla de Honor de la Fuerza Naval                 | -                     | militar         | logros sobresalientes en la protección de la patria en mar                                 |
| Cruz al Mérito de Guerra                            | -                     | militar         | logros extraordinarios en el campo de batalla                                              |
| Cruz al Mérito Militar "Vencedores de Tarqui"       | -                     | militar         | logros en el campo militar                                                                 |
| Medalla al Mérito Naval "Comandante Morán Valverde" | -                     | militar         | logros en el campo naval                                                                   |
| Medalla al Mérito República del Ecuador             | -                     | militar         | logros en el campo de batalla                                                              |
| Medalla Academia de Guerra                          | -                     | militar         | finalización de estudios en la Academia de Guerra                                          |
| Medalla del Círculo Militar                         | -                     | militar         | servicios civiles a las Fuerzas Armadas                                                    |
| Gran Cruz Vicente Rocafuerte al Mérito Diplomático  | 19 de mayo de 2006    | civil           | logros de extraordinario desempeño en el campo diplomático de representación de la patria  |